# Данијел Франсиско
Данијел Франсиско (порт. Daniel Francisco; 8. фебруар 2000) анголски је пливач чија специјалност су спринтерске трке слободним и делфин стилом. 

## Спортска каријера
Прво велико такмичење на ком је Франсисико учествовао је било светско јуниорско првенство 2015. у Сингапуру. 
У конкуренцији сениора дебитовао је на светском првенству у Будимпешти 2017. где је учествовао у квалификационим тркама на 50 делфин (61), 100 делфин (68) и 4×100 мешовито (20. место).
Две године касније у корејском Квангџуу 2019. наступио је у четири дисциплине — 50 делфин (57), 50 слободно (79), 4×100 мешовито (27) и 4×100 слободно микс (29. место).
Франсиско је наступио и на Афричком првенству у Алжиру 2018, где му је најбољи појединачни резултат било осмо место у финалу трке на 50 делфин, те на Афричким играма у Казабланки 2019. године. 